# Инирида (аэропорт)
Аэропорт имени Сесара Гавирии Трухильо (исп. Aeropuerto César Gaviria Trujillo), (ИАТА: PDA, ИКАО: SKPD), ранее известный как Аэропорт Обандо, — коммерческий аэропорт, обслуживающий гражданские авиаперевозки города Инирида (департамент Гуайния, Колумбия).
Единственным оператором воздушной гавани является государственная авиакомпания SATENA, работающая на регулярных маршрутах в Боготу и Вильявисенсио.
Аэропорт открыт только в светлое время суток, поскольку не имеет оборудования для обеспечения взлётов и посадок самолётов в ночное время.

## Авиакомпании и пункты назначения
- SATENA
  - Богота / международный аэропорт Эль-Дорадо — в код-шеринге с авиакомпанией Avianca
  - Вильявисенсио / аэропорт Ла-Вангуардия

### Принимаемые воздушные суда
- SATENA
  - Embraer ERJ-170-100SL